# A Ticket to Tomahawk
A Ticket to Tomahawk (br O Que Pode um Beijo) é um filme americano de 1950, do gênero comédia musical e western, lançado pela 20th Century Fox, dirigido por Richard Sale e estrelado por Dan Dailey e Anne Baxter.

## Elenco
- Dan Dailey como Johnny Behind-the-Deuces
- Anne Baxter como Kit Dodge Jr.
- Rory Calhoun como Dakota
- Walter Brennan como Terence Sweeny
- Marilyn Monroe como Clara
- Charles Kemper como delegado Chuckity Jones
- Connie Gilchrist como Madame Adelaide
- Arthur Hunnicutt como Sad Eyes
- Will Wright as Dodge
- Chief Yowlachie como Pawnee
- Victor Sen Yung como Long Time

## Canções
| Título                                                                   | Artista(s)                                                                                 | Nota(s)                                       |
| ------------------------------------------------------------------------ | ------------------------------------------------------------------------------------------ | --------------------------------------------- |
| "Oh, What a Forward Young Man You Are"[carece de fontes?]                | Cantada por Marilyn Monroe, Marion Marshall, Joyce Mackenzie, Barbara Smith and Dan Dailey | -                                             |
| "A Ticket to Tomahawk"[carece de fontes?]                                | Cantada por coro nos créditos de abertura                                                  | Mais tarde cantada por Dan Dailey (no violão) |
| "Pat Works on the Railway"[carece de fontes?]                            | Cantada por Dan Dailey (no bandolin)                                                       | (Não creditada)                               |
| "Ta-ra-ra Boom-der-é"[carece de fontes?]                                 | -                                                                                          | (Não creditada)                               |
| "Oh, Dem Golden Slippers!"[carece de fontes?]                            | -                                                                                          | (Não creditada)                               |
| "Polly Wolly Doodle"[carece de fontes?]                                  | -                                                                                          | (Não creditada)                               |
| "She'll Be Comin' Around the Mountain When She Comes"[carece de fontes?] | -                                                                                          | (Não creditada)                               |
| "Ach, Du Lieber Augustine"[carece de fontes?]                            | -                                                                                          | (Não creditada)                               |
| "The Irish Washerwoman"[carece de fontes?]                               | -                                                                                          | (Não creditada)                               |
| "Cheyenne"[carece de fontes?]                                            | -                                                                                          | Tocado pelo calíope                           |